# Andreas Thomsson
Andreas Thomsson, född 27 maj 1971 i Kalmar, är en svensk fotbollstränare som sedan 31 augusti 2017 är tränare för Åtvidabergs FF. Han var tidigare tränare för Östers IF dit han gick i december 2012 efter två och ett halvt år som huvudtränare för Åtvidabergs FF. 
Tränarkarriären började i Linköpings FF, genom samarbetet Åtvidabergs FF- Djurgårdens IF. Han var med och startade fotbollsgymnasiet i Åtvidaberg, tillsammans med gymnasieskolan Bildningscentrum Facetten och Åtvidabergs FF och jobbade även som instruktör där. Thomsson genomgick UEFA:s tränarkurs, i SvFF:s regi, UEFA PRO Level år 2012.
Den 3 december 2012 bekräftades det att Thomsson skrivit på ett 2+1 års långt kontrakt som huvudtränare för Östers IF. 7 januari 2014 presenterades Thomsson som huvudtränare för hårdsatsande FC Linköping City i division 2. I december 2014 blev han klar som assisterande tränare för Åtvidabergs FF.
I slutet av augusti 2017 blev det klart att han tar över som huvudtränare för Åtvidabergs FF.

## Klubbar som spelare
- Moderklubb:Mörbylånga GoIF → 1989
- Kalmar FF 1990-93
- Färjestadens GoIF 1994-96
- Kalmar FF 1997-2000
- Sandefjord Fotball (Norge)
- Åtvidabergs FF 2002-04

## Klubbar som tränare
- Linköping FF (huvudtränare) hösten 2004-05. Avancemang till div 2.
- Åtvidabergs FF (ass) 2006 tillsammans med Kent Karlsson. Superettan 12:e plats, 6 matcher i UEFA-cupen
- Åtvidabergs FF (ass) 2007-08 tillsammans med Peter Swärdh. 6:e placeringar båda år.
- Åtvidabergs FF (ass) 2009 tillsammans med Daniel Wiklund.
- Åtvidabergs FF (huvudtränare) 2010-2012
- Östers IF (huvudtränare) december 2012-december 2013
- FC Linköping City (huvudtränare) januari 2014-oktober 2014
- Åtvidabergs FF (ass) december 2014-